# Lex ripuaria

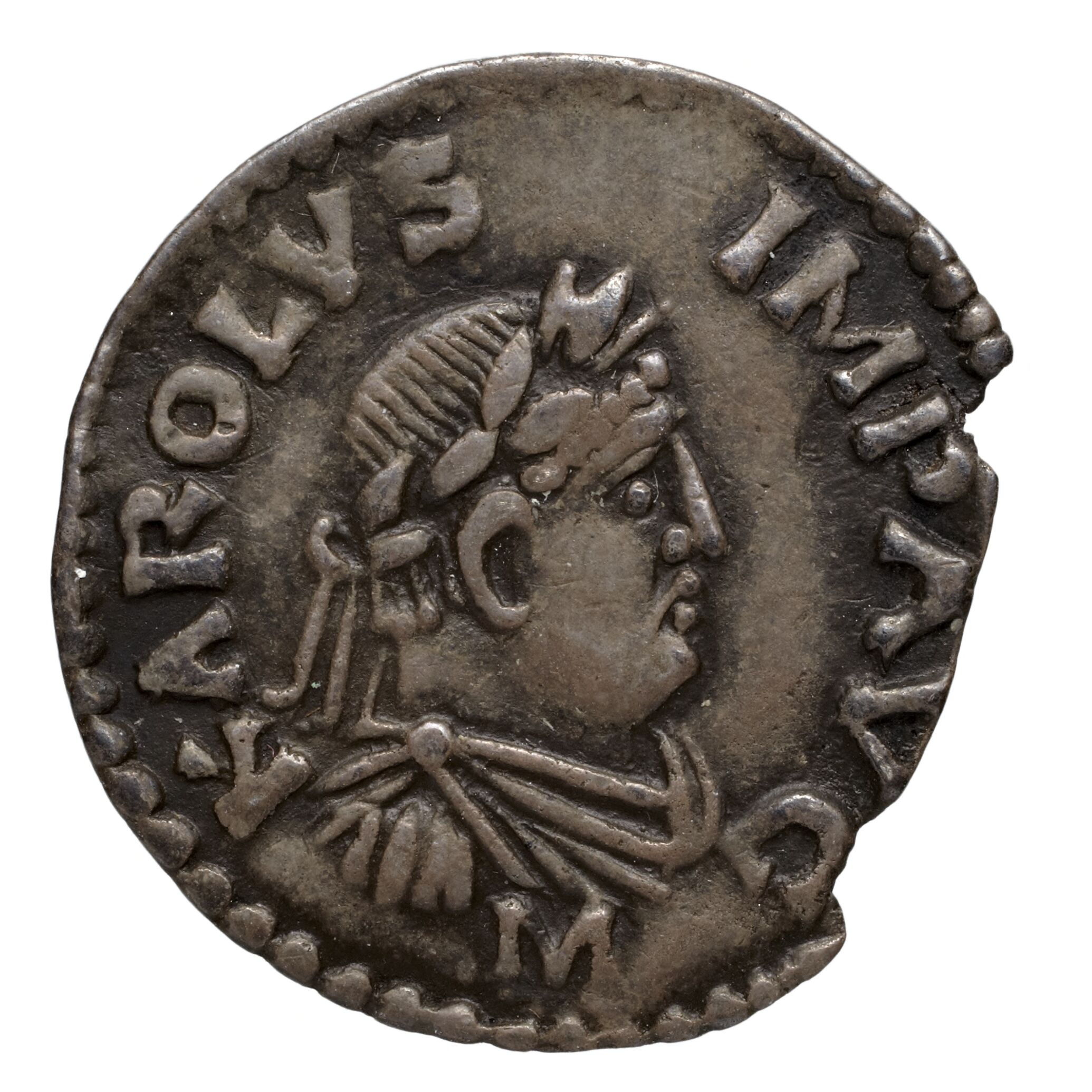
Moneda Carolingia

La Lex Ripuaria, también escrita como Lex Ribuaria, es una colección de leyes germánicas del siglo VII, las leyes de los francos ripuarios e influyó enormemente en la posterior Lex Saxonum. La Lex Ripuaria se originó alrededor del año 630 d. C. en la región de Colonia, se le considera un desarrollo de la Lex Salica con los francos sálicos. En esta "Ley" se tipifican los delitos de la época y la cuantía de la pena en "sueldos" (solidi o sólidos bizantinos).
Los 35 textos sobrevivientes y los que ser perdieron a lo largo de la historia, no se remontan más allá de la época del emperador Carlomagno. En todos estos manuscritos, el lenguaje es idéntico, pero se trata de unos textos reescritos o recuperados, que al analizarlos se puede sintetizar la ley de los ripuarios, que consta de 89 capítulos, en tres divisiones heterogéneas. Los capítulos del 1 al 31 consisten en una escala de composiciones; sin embargo, aunque las multas se calculan no sobre la base de 15 solidi, como en la Ley Sálica, sino sobre la base de 18 sólidos bizantinos, está claro que esta parte ya está influenciada por ella. Los capítulos 32-64 se toman directamente de la Ley Sálica; las disposiciones siguen el mismo orden; la unidad de las composiciones es de 15 solidi; pero se intercalan capitulares relacionados con la servidumbre y venta de propiedades inmuebles. Y finalmente los capítulos 65 hasta el 89 se tratan de disposiciones de diversos tipos, algunas procedentes de la ley sálica, y otras de origen desconocido.
El compilado de texto se rastrea hasta el reinado de Dagoberto I, en un tiempo donde la mayordomía era de poca relevancia, esto se debe a que se menciona que a un mayordomo se le amenaza con la pena de muerte por aceptar sobornos en el desempeño de sus deberes judiciales. Sin embargo, es probable que las dos primeras partes sean más antiguas que la tercera. En la Ley Ripuaria, las divergencias con la antigua ley germánica son mayores que en la Ley Sálica. En la Ley Ripuaria se le da cierta importancia a los documentos escritos; el clero está protegido por un wergeld más alto: 600 sólidos para un sacerdote y 900 para un obispo; por otro lado, se otorga más espacio a los cojuratores (testigos jurados); y se menciona la aparición del duelo judicial.